# Ізгої (фільм)
«Вигнанці» (англ. The Outsiders) — американська кримінальна драма 1983 року режисера Френсіса Форда Копполи.

## Сюжет
1960-і роки. У провінційному містечку штату Оклахома, банди підлітків протистоять одна одній. Одна банда з північної частини міста, де проживають бідні родини, а друга з південної частини із благополучних сімей. Одного разу в літньому кінотеатрі Понібой і Джонні знайомляться з дівчатами з південної частини міста. Бажаючи провчити нахаб, місцеві пізно вночі нападають на Понібоя і Джонні. Джонні вбиває одного з нападників і тепер друзям доводиться тікати.

## У ролях
| Актор           | Роль                |
| --------------- | ------------------- |
| Сі Томас Хауелл | Понібой Кертіс      |
| Ральф Маччіо    | Джонні Кейд         |
| Даян Лейн       | Черрі Валансі       |
| Патрік Свейзі   | Даррел Кертіс       |
| Роб Лоу         | Содапоп Кертіс      |
| Метт Діллон     | Даллас Вінстон      |
| Еміліо Естевес  | «Нікудишній» Метьюз |
| Том Круз        | Стів Рендл          |
| Гленн Вітроу    | Тім Шепард          |
| Лейф Гаррет     | Боб Шелдон          |
| Даррен Далтон   | Ренді Андерсон      |
| Мішель Майринк  | Марсія              |
| Том Вейтс       | Бак Меррілл         |

| Актор                 | Роль                      |
| --------------------- | ------------------------- |
| Гейлард Сартейн       | Джеррі                    |
| Вільям Сміт           | продавець                 |
| Том Гіллманн          | Greaser                   |
| Г'ю Вокіншоу          | Soc                       |
| Софія Коппола         | маленька дівчинка         |
| Тереза Вілкерсон Гант | жінка у вогні             |
| Лінда Найстедт        | медсестра                 |
| С.Е. Гінтон           | медсестра                 |
| Джон Меєр             | Пол                       |
| Ед Джексон            | поліцейський на мотоциклі |
| Деніел Р. Сухарт      | санітар                   |
| Ніколас Кейдж         | член банди                |
| Гезер Ленгенкемп      |                           |

## Саундтрек
| Список треків | Список треків                    | Список треків |
| #             | Назва                            | Тривалість    |
| ------------- | -------------------------------- | ------------- |
| 1.            | «Stay Gold - Stevie Wonder»      | 3:29          |
| 2.            | «Fate Theme»                     | 2:30          |
| 3.            | «Country Suite»                  | 4:57          |
| 4.            | «Cherry Says Goodbye»            | 2:21          |
| 5.            | «Incidental Music 1»             | 1:13          |
| 6.            | «Fight in the Park»              | 3:25          |
| 7.            | «Bob is Dead»                    | 3:32          |
| 8.            | «Deserted Church Suite»          | 4:14          |
| 9.            | «Sunrise»                        | 2:56          |
| 10.           | «Fire at the Church»             | 2:49          |
| 11.           | «Incidental Music 2»             | 3:11          |
| 12.           | «Rumble Variation/Dallas' Death» | 4:54          |
| 13.           | «Brothers Together»              | 2:27          |
| 14.           | «Rumble»                         | 4:37          |
| 15.           | «Stay Gold - Stevie Wonder»      | 2:30          |
| 16.           | «The Outside In - Bill Hughes»   | 2:41          |
| 17.           | «Stay Gold - Bill Hughes»        | 2:28          |